# ریکاردو گالی
ریکاردو گالی (انگلیسی: Riccardo Galli؛ زادهٔ ۱۹ ژوئن ۱۹۹۳) بازیکن فوتبال است.
از باشگاه‌هایی که در آن بازی کرده‌است می‌توان به باشگاه فوتبال کرمونزه اشاره کرد.